# カール・フレゼリク・フォン・ブリクセン＝フィネケ

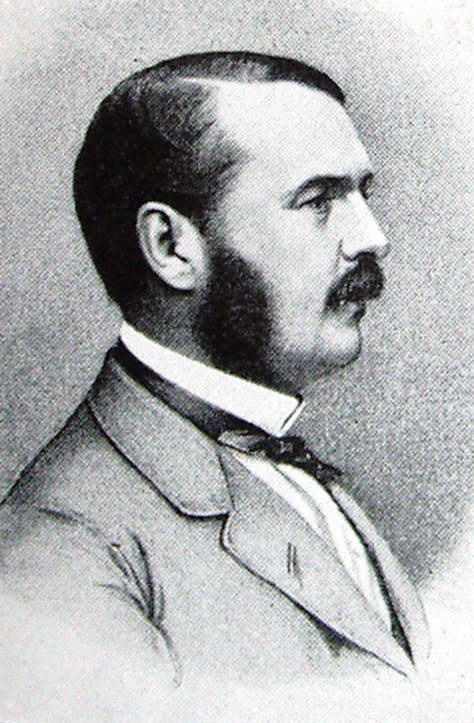
ブリクセン＝フィネケ男爵、F・サカリエによる歴史画集に掲載されたイラスト

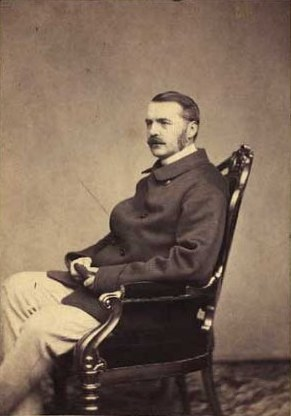
ブリクセン＝フィネケ男爵、J・ピーダーセン撮影、1860年頃

カール・フレゼリク・アクセル・ブロア・フォン・ブリクセン＝フィネケ（Carl Frederik Axel Bror von Blixen-Finecke, 1822年8月15日 フュン島・ダルンド城 - 1873年1月6日 バーデン＝バーデン）は、デンマーク及びスウェーデンに地所を有した貴族・大地主・政治家。男爵。小説家カレン・ブリクセンの義祖父（夫の祖父）。

## 生涯
家族世襲財産保有者でデンマーク宮廷侍従の肩書を持つコンラズ・フレゼリク・フォン・ブリクセン＝フィネケ男爵（1791年 - 1829年）と妻のシャロダ・ロヴィーサ・ギュレンクローク（1796年 - 1829年）の間の息子として、1801年より家族が所有するフュン島北西部のダルンド荘園の城館で誕生。家族はダルンドに加え、スウェーデン・スコーネ地方のネスビーホルム城に付属する家族世襲財産、ドイツ・フォアポンメルン地方のクライン・ツァストロー荘園・ゼステリン荘園を経営する大地主だった。ゼステリンは、ダルンドを購入した祖父が生まれた時から家族が所有している土地だった。
1829年ごく幼くして両親を亡くし、フュン島のダルンド荘園及びスコーネのネスビーホルム荘園の相続者として、手厚い管財人団が付けられた。1844年伯父カール・フィーリプ・ラインハート・フォン・ブリクセン＝フィネケ男爵が死んだことで、フォアポンメルンのクライン・ツァストロー荘園及びゼステリン荘園の所有者ともなったが、1848年にはこの2つの荘園をグライフスヴァルトの実業家ヨハン・フィリップ・ヘルマン・ヴァイセンボーンに売却している。
1840年よりゲッティンゲン大学で法学を学び、学生組合ハノーヴェラ友愛会に所属した。1852年フリーメーソン会員となり、クリシャンスタードの聖クリスチャン・ロッジに所属した。1854年デンマーク王位継承者クリスチャン王子（1863年よりクリスチャン9世王）の妃の妹ヘッセン＝カッセル公女アウグステと身分違いの恋愛結婚をし、次期国王の義弟という枢要な立場を得た。国会議員経験があり、1859年末に始まるも2か月の短命に終わったカール・イズヴァト・ロトヴィト内閣では外務大臣及びシュレースヴィヒ公国担当大臣を務めた。
死後、フュン島・スナスー教区にあるスカンビュー教会堂に葬られた。

## 家族
1842年ゴスタワ・シャロダ・アデライーデ・ソフィア・アンカルクローナ（1821年 - 1890年）と最初の結婚をし、間に1男1女を得たが、離婚した。
- シャロダ・アントイネデ・ルイーセ・ウルレカ・フォン・ブリクセン＝フィネケ（1845年 - 1928年） - スウェーデン人大地主・政治家オットー・ラメル（スウェーデン語版）男爵と結婚、子孫あり
- フレゼリク・ティーオド・ハンス・アンナ・ヴォルフガング・クリスチャン・フォン・ブリクセン＝フィネケ（1847年 - 1919年） - デンマーク首相クリスチャン・イミール・クラーウ＝ユール＝ヴィン＝フリー（英語版）伯爵の娘クラーラと結婚、子孫あり
  - 馬術家ハンス・フォン・ブリクセン＝フィネケ（英語版）と狩猟家ブロア・フォン・ブリクセン＝フィネケ（英語版）の双子を含む7子

1854年ヘッセン＝カッセル公女アウグステと再婚し、間に2男を得た。この結婚はヘッセン家家憲に照らし貴賤結婚とされた。
- ヴィルヘルム・カール・フェアディナン・クリスチャン・フレゼリク・ヒルダ・ルドルフ・グスタフ・フォン・ブリクセン＝フィネケ（スウェーデン語版）（1857年 - 1909年） - スウェーデン王太子グスタフ副官・同王太子妃ヴィクトリアの愛人
- ヴィルヘルム・カール・アンナ・オットー・ゴナー・アクセル・フォン・ブリクセン＝フィネケ（1863年 - 1942年） - ベルタ・カステンスキョルと結婚、子孫あり

## 引用・脚注
1. ↑  Eugen Lennhoff, Oskar Posner, Dieter A. Binder: Blixen-Finecke. In: Internationales Freimaurer Lexikon. Nachdruck von 1932, Amalthena-Verlag, Wien / München 1980, ISBN 3-7766-2478-7.
2. ↑  Grabstein. gravsted.dk